# Elefantenfußtrommel

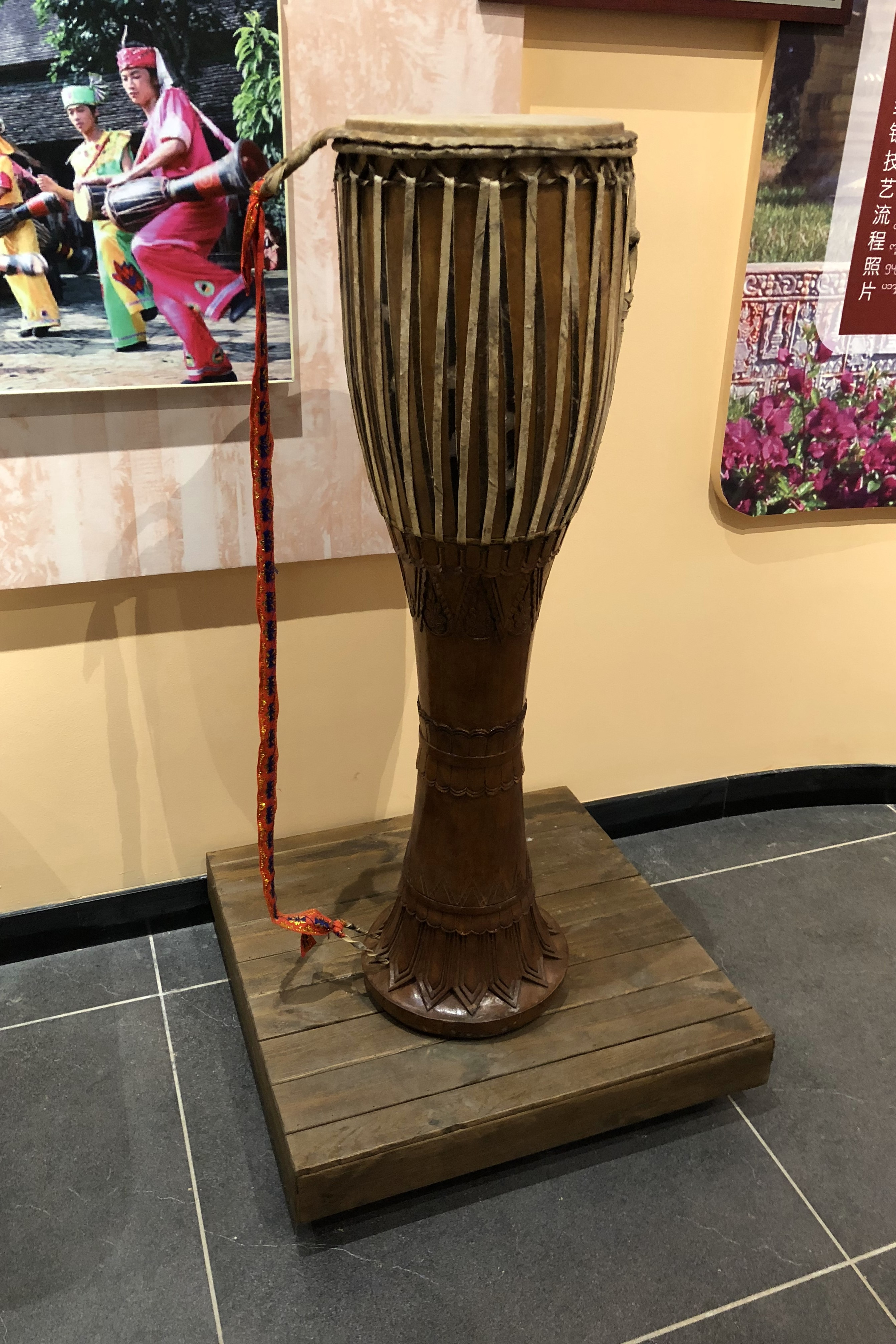
Elefantenfußtrommel im Bezirk Xishuangbanna

Die Elefantenfußtrommel (chinesisch 象脚鼓, Pinyin xiàngjiǎogǔ, aus xiang jiao gu, „Elefanten-Fuß-Trommel“) ist eine langgestreckte hölzerne Bechertrommel der Dai in der Volksrepublik China. Sie wird an der Taille getragen. Namensgeber ist ihr unteres Ende, das einem Elefantenfuß ähnelt. Sie ist mit der ozi in Myanmar und der klong yao in Thailand formverwandt.
Der Korpus ist aus dem Stamm des Mango-Baumes oder des Ceiba-Baumes geschnitzt und mit Rindshaut bespannt. Es gibt lange, mittelgroße und kurze Trommeln. Das Instrument ist auch bei den Jingpo, Wa, Lisu, Lahu, Blang, Achang und De’ang sowie den Khmu verbreitet.
Der Elefantenfußtrommeltanz der Dai in Mang in der chinesischen Provinz Yunnan steht auf der Liste des immateriellen Kulturerbes der Volksrepublik China (658 III-61).